# Xestia oblata
Xestia oblata är en fjärilsart som beskrevs av Morrison 1875. Xestia oblata ingår i släktet Xestia och familjen nattflyn. Inga underarter finns listade i Catalogue of Life.